# Victoria and Abdul
Victoria and Abdul is een Brits-Amerikaanse film uit 2017, geregisseerd door Stephen Frears en geschreven door Lee Hall, met in de hoofdrollen Judi Dench, Ali Fazal, Eddie Izzard, Tim Pigott-Smith (zijn laatste filmrol), Michael Gambon en Adeel Akhtar. De film is gebaseerd op het gelijknamige boek van Shrabani Basu.

## Verhaal
De film gaat over de bijzondere relatie tussen Koningin-Keizerin Victoria en haar Indiase bediende Abdul Karim. 

## Rolverdeling
- Judi Dench  als koningin Victoria
- Ali Fazal als Abdul Karim
- Eddie Izzard als Bertie, prins van Wales, de oudste zoon van koningin Victoria
- Tim Pigott-Smith als sir Henry Ponsonby, militair en privésecretaris van koningin Victoria
- Adeel Akhtar als Mohammed
- Simon Callow als Giacomo Puccini
- Michael Gambon als lord Salisbury, de eerste minister
- Julian Wadham als Alick Yorke
- Olivia Williams als Jane Spencer, barones Churchill
- Fenella Woolgar als Harriet Phipps
- Jonathan Harden als keizer Wilhelm II van Duitsland

## Productie
De film ging op 3 september 2017 in première op het filmfestival van Venetië. De film kreeg gemengde kritieken met een score van 64% op Rotten Tomatoes, gebaseerd op 208 beoordelingen.

## Prijzen en nominaties
De belangrijkste:
| Jaar | Prijs            | Categorie                                      | Genomineerde(n)                    | Uitslag     |
| ---- | ---------------- | ---------------------------------------------- | ---------------------------------- | ----------- |
| 2018 | Golden Globes    | Beste actrice in een komische of muzikale film | Judi Dench                         | Genomineerd |
| 2018 | Satellite Awards | Beste actrice                                  | Judi Dench                         | Genomineerd |
| 2018 | Satellite Awards | Beste bewerkte script                          | Lee Hall                           | Genomineerd |
| 2018 | Satellite Awards | Beste kostuums                                 | Consolata Boyle                    | Genomineerd |
| 2018 | BAFTA Awards     | Beste grime en haarstijl                       | Daniel Phillips                    | Genomineerd |
| 2018 | Academy Awards   | Beste grime en haarstijl                       | Daniel Phillips en Loulia Sheppard | Genomineerd |
| 2018 | Academy Awards   | Beste kostuums                                 | Consolata Boyle                    | Genomineerd |